# Arco Valaresso
L'arco Valaresso ou arc de Valaresso est un monument du centre historique de Padoue. Il s'ouvre sur le côté nord de la via Arco Valaresso et de la piazza del Duomo, introduisant la cour Arco Valaresso.
Construit en 1632 sur un projet attribué à Giovan Battista della Scala, c'est un arc de triomphe dédié à Alvise Valaresso, capitaine de la ville du 20 juillet 1631 au 19 décembre 1632.
Valaresso a participé à l'endiguement de l'épidémie de peste de 1630. Déjà distingué l'année précédente, lors de son mandat à Padoue, il a imposé des dispositions sanitaires énergiques qui ont sorti la ville de l'urgence. De plus, il a pris le contrôle des finances locales, qui souffraient d'une baisse des recettes fiscales due à l'affaiblissement des contrôles administratifs.
L'édifice comporte quatre colonnes doriques sur de hauts piédestaux, sur lesquelles repose l'attique portant l'inscription élogieuse.